# 두바이 골드 수크

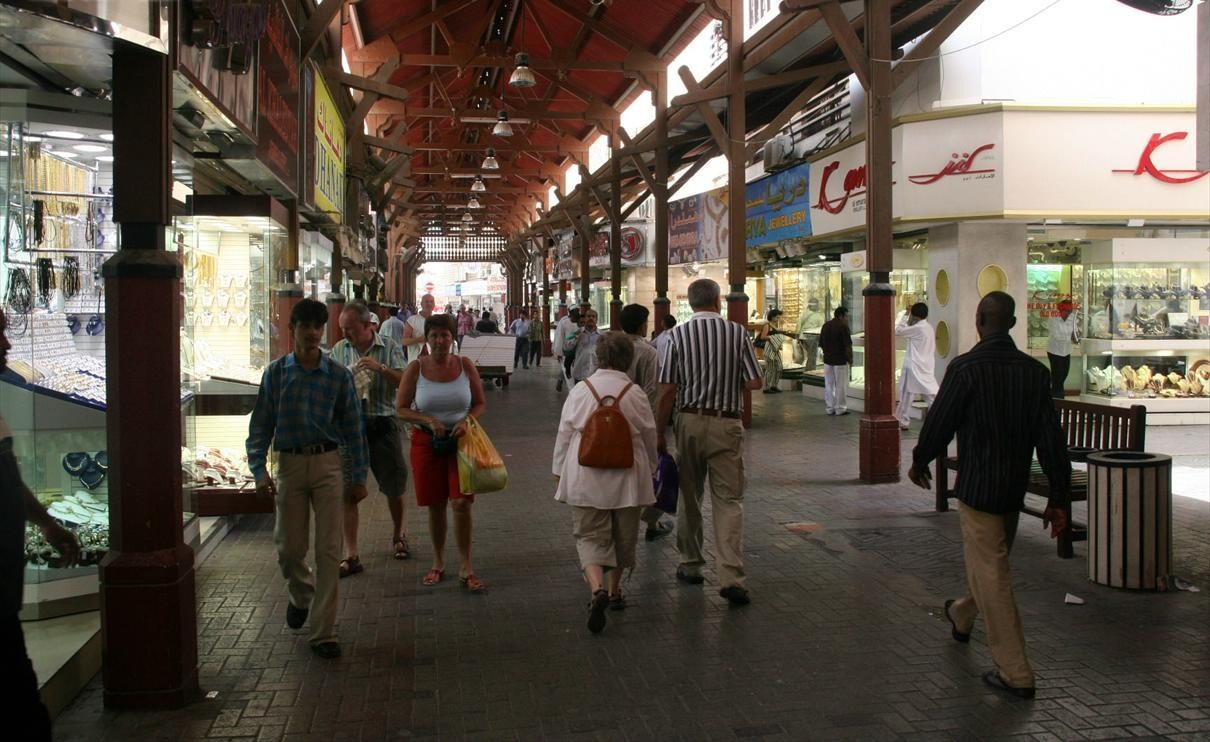
두바이 골드 수크

두바이 골드 수크(아랍어: سوق الذهب)는 아랍에미리트 두바이에 있는 금 시장이다.